# Neverita (canción)
«Neverita» es una canción del cantante puertorriqueño Bad Bunny de su quinto álbum de estudio Un verano sin ti (2022), que apareció como la octava pista. La canción fue lanzada el 22 de agosto de 2022 junto con su video musical como el séptimo sencillo de Un verano sin ti. Está escrita por Benito Martínez y bajo la producción de Tainy, La Paciencia y Cheo Legendary.

## Desempeño comercial
Al igual que el resto de las pistas de Un verano sin ti, «Neverita» se ubicó en el Billboard Hot 100, y en el Billboard Global 200 en el puesto 31 y 16, respectivamente.

## Video musical
El video musical de «Neverita» fue lanzado el 23 de agosto de 2022, el cual rinde homenaje a «Suavemente» de Elvis Crespo que fue lanzado en 1998 acompañado de sus imágenes de pantalla verde y colores brillantes. Al final del video musical, se revela un mensaje: "En honor al mejor video de todos los tiempos".

## Posicionamiento en listas
| Lista (2022)                  | Mejor posición |
| ----------------------------- | -------------- |
| Argentina Hot 100 (Billboard) | 48             |
| Bolivia Songs (Billboard)     | 13             |
| Chile Songs (Billboard)       | 19             |
| Colombia Songs (Billboard)    | 18             |
| Ecuador Songs (Billboard)     | 9              |
| España (Top 100 Canciones)    | 11             |
| Billboard Hot 100             | 31             |
| Hot Latin Songs (Billboard)   | 11             |
| Global 200 (Billboard)        | 16             |
| Honduras (Monitor Latino)     | 13             |
| México (Billboard)            | 13             |
| Panamá (Monitor Latino)       | 20             |
| Peru Songs (Billboard)        | 12             |
| Perú (Monitor Latino)         | 5              |